# Acantholiparis
Acantholiparis és un gènere de peixos pertanyent a la família dels lipàrids.

## Taxonomia
- Acantholiparis caecus (Grinols, 1969)[2]
- Acantholiparis opercularis (Gilbert & Burke, 1912)[3][4][5][6][7][8][9]